# Pays des Vallées d'Anjou
 (juillet 2025).
Motif : Sans sources secondaires.
- Archive Wikiwix
- Bing
- Cairn
- DuckDuckGo
- E. Universalis
- Gallica
- Google
- G. Books
- G. News
- G. Scholar
- Persée
- Qwant
- (zh) Baidu
- (ru) Yandex
- (wd) trouver des œuvres sur Wikidata

| 1. | Préciser le motif de la pose du bandeau. | Précisez le motif de la pose du bandeau en utilisant la syntaxe suivante : {{admissibilité à vérifier\|date=juillet 2025\|motif=remplacez ce texte par le motif}}                             |
| 2. | Informer les utilisateurs concernés.     | Pensez à avertir le créateur de l'article, par exemple, en insérant le code ci-dessous sur sa page de discussion : {{subst:avertissement admissibilité à vérifier\|Pays des Vallées d'Anjou}} |

Le syndicat mixte Pays des Vallées d'Anjou est une ancienne structure administrative française d'aménagement du territoire (loi LOADDT), située dans le département de Maine-et-Loire et la région Pays de la Loire.
Il est situé dans la partie nord-est du département (Baugeois), autour de la ville de Baugé-en-Anjou.

## Composition
Le syndicat mixte du Pays des Vallées d'Anjou regroupe quatre communautés de communes :
- la communauté de communes de Beaufort-en-Anjou,
- la communauté de communes du Canton de Noyant,
- la communauté de communes de Loir-et-Sarthe,
- la communauté de communes des Portes-de-l'Anjou,

ainsi qu'une commune séparée :
- la commune nouvelle de Baugé-en-Anjou qui remplace depuis le 1er janvier 2016 l'ancienne communauté de communes du Canton de Baugé[3].

Ces collectivités représentent le 1er janvier 2016 un total de vingt-neuf communes :
1. Auverse
2. Baracé
3. Baugé-en-Anjou (commune nouvelle étendue en janvier 2016)
4. Beaufort-en-Anjou (commune nouvelle créée en janvier 2016)
5. Les Bois-d'Anjou (commune nouvelle créée en janvier 2016)
6. Breil
7. Broc
8. Chalonnes-sous-le-Lude
9. Chavaignes
10. Cheffes
11. Chigné
12. Daumeray
13. Dénezé-sous-le-Lude
14. Durtal
15. Étriché
16. Genneteil
17. Lasse
18. Linières-Bouton
19. Mazé-Milon (commune nouvelle créée en janvier 2016)
20. Meigné-le-Vicomte
21. La Ménitré
22. Méon
23. Montigné-lès-Rairies
24. Morannes-sur-Sarthe (commune nouvelle créée en janvier 2016)
25. Noyant
26. Parçay-les-Pins
27. La Pellerine
28. Les Rairies
29. Tiercé

## Historique
Le statut de pays a été introduite en 1995 par la loi d'orientation pour l'aménagement et le développement du territoire (LOADT, dite Loi Pasqua) et complétée en 1999 (LOADDT, dite Loi Voynet).
À la suite des réformes survenues dans les collectivités territoriales du pays, le total des communes incluses dans le pays des Vallées d'Anjou a changé. Initialement le pays comptait à sa création six communautés de communes regroupant un total de 53 communes. Ainsi le pays a inclus également :
- la commune de Soulaire-et-Bourg qui a quitté la communauté de communes de Loir-et-Sarthe le 1er janvier 2012 pour rejoindre l'ancienne communauté d'agglomération d'Angers Loire Métropole, devenue le 1er janvier 2016 la communauté urbaine Angers Loire Métropole : entre janvier 2012 et décembre 2013, le pays ne compte alors plus dans ses six communautés de communes que 52 communes ;
- la communauté de communes Loire Longué qui a quitté le syndicat mixte du Pays des Vallées de l'Anjou le 1er janvier 2014, avec ses onze communes de Blou, Courléon, La Lande-Chasles, Longué-Jumelles (résultant de la fusion-association de deux anciennes communes devenues communes associées depuis le 1er janvier 1973), Mouliherne, Les Rosiers-sur-Loire, Saint-Clément-des-Levées, Saint-Martin-de-la-Place, Saint-Philbert-du-Peuple, Vernantes et Vernoil-le-Fourrier (Vernoil jusqu'en juillet 2006), pour rejoindre le syndicat mixte du Grand Saumurois (anciennement Pays Saumurois) : entre janvier 2014 et décembre 2015, le pays ne compte alors plus que cinq communautés de communes groupant 41 communes ;
- les huit anciennes communes de Bocé, Chartrené, Cheviré-le-Rouge, Cuon, Échemiré, Fougeré, Le Guédeniau et Saint-Quentin-lès-Beaurepaire, ainsi que les deux anciennes communes nouvelles de Baugé-en-Anjou (2003-2015, réunissant alors cinq anciennes communes devenues communes déléguées) et Clefs-Val d'Anjou (2003-2015,réunissant alors deux anciennes communes devenues communes déléguées), ces dix communes étant désormais toutes remplacées par la commune nouvelle de Baugé-en-Anjou (étendue en 2016 pour compter quinze communes déléguées) ;
- les deux anciennes communes de Beaufort-en-Vallée et Gée qui sont désormais remplacées par la commune nouvelle de Beaufort-en-Anjou (créée en 2016 pour compter deux communes déléguées) ;
- les deux anciennes communes de Fontaine-Milon et Mazé qui sont désormais remplacées par la commune nouvelle de Mazé-Milon (créée en janvier 2016 pour compter deux communes déléguées) ;
- les trois anciennes communes de Brion, Fontaine-Guérin et Saint-Georges-du-Bois qui sont désormais remplacées par la commune nouvelle de Les Bois-d'Anjou (créée en janvier 2016 pour compter trois communes déléguées) ;
- l'ancienne commune de Morannes devenue commune déléguée de la commune nouvelle de Morannes-sur-Sarthe (créée en janvier 2016 pour compter deux communes déléguées, avec cependant l'ancienne commune de Chemiré-sur-Sarthe qui était membre d'un EPCI à fiscalité propre non situé dans le périmètre du pays : la communauté de communes du Haut-Anjou).

Notes :
La commune nouvelle de Morannes-sur-Sarthe dispose d'un mois à partir de sa création le 1er janvier 2016 pour décider de quel EPCI à fiscalité propre elle souhaite être membre : soit la communauté de communes du Haut-Anjou (membre d'un autre syndicat mixte de pays), soit la communauté de communes des Portes-de-l'Anjou (membre du syndicat mixte du Pays des Vallées d'Anjou). Au-delà de ce délai, le préfet pourrait se prononcer en concertation avec les deux communautés de communes concernées. De façon transitoire, la commune nouvelle de Morannes-sur-Sarthe est membre des deux EPCI à fiscalité propre.
Également de façon transitoire, la commune nouvelle de Morannes-sur-Sarthe devient membre aussi à part entière du syndicat mixte du Pays des Vallées de l'Anjou, et pourrait encore le rester même si elle n'optait pas pour la communauté de communes des Portes-de-l'Anjou car le syndicat mixte n'est pas un EPCI à fiscalité propre et peut inclure comme membres aussi bien des EPCI que des communes isolées ou d'autres collectivités.